# Marcel Gouédard
Marcel Gouédard, né le 15 janvier 1921 à Plérin et mort le 27 novembre 1946 à Saint-Brieuc, est un footballeur français évoluant au poste de défenseur.

## Carrière
Originaire des Côtes-du-Nord, Marcel Gouédard commence sa carrière au Stade briochin. En 1943, il rejoint l'équipe de Rennes-Bretagne, jumelle du Stade rennais UC. Du reste, il intègre le club rennais à la dissolution de l'équipe fédérale, et le suit lorsque le Championnat de France de football de Division 1 reprend ses droits à la libération.
Le 26 novembre 1946, à l'âge de 25 ans, il est victime d'un accident de la route alors qu'il circulait à moto. Transporté à l'hôpital de Saint-Brieuc, il y meurt dans la nuit.
Pendant sa carrière, il avait connu les honneurs de la sélection en Équipe de France B.

## Hommage
Le stade de Plérin, sa ville natale, porte son nom.

## Source
- Claude Loire, Le Stade rennais, fleuron du football breton, Rennes, Apogée, 1994